# Rajko Sedej
Rajko Sedej, slovenski stomatolog, * 1. januar 1927 Vrbljene, Ljubljanska oblast, Kraljevina SHS, † september 2019
Bil je redni profesor stomatološke protetike na Odseku za dentalno medicino Medicinske fakultete v Ljubljani.
Oče mu je bil delavec Franc, mati mu je bila Marjana (roj. Pavlič).

## Odlikovanja in nagrade
Leta 1995 je prejel častni znak svobode Republike Slovenije z naslednjo utemeljitvijo: »za strokovno in organizacijsko delo na področju zobozdravstva ter dolgoletno uredniško delo pri Zobozdravstvenem vesniku«.